# 朗德蒙
朗德蒙（法語：Landemont，法語發音：[lɑ̃dmɔ̃] ⓘ）是法国曼恩-卢瓦尔省的一个旧市镇，属于绍莱区。2015年12月15日，朗德蒙和相邻的8个市镇合并为新市镇奥雷当茹（Orée d'Anjou）。

## 地理
朗德蒙（47°15'54"N, 1°14'32"W）面积18.67 平方千米，位于法国卢瓦尔河地区大区曼恩-卢瓦尔省，该省份为法国西部内陆省份，大致对应安茹地区，北起顺时针与马耶讷省、萨尔特省、安德尔-卢瓦尔省、维埃纳省、德塞夫勒省、旺代省、大西洋卢瓦尔省和伊勒-维莱讷省接壤。
与朗德蒙接壤的市镇（或旧市镇、城区）包括：巴尔伯沙、拉布瓦西耶尔-迪多雷、勒洛鲁博特罗、拉勒莫迪耶尔、圣克里斯托夫-拉库普里、圣洛朗德索泰勒、圣索沃尔德朗德蒙。
朗德蒙的时区为UTC+01:00、UTC+02:00（夏令时）。

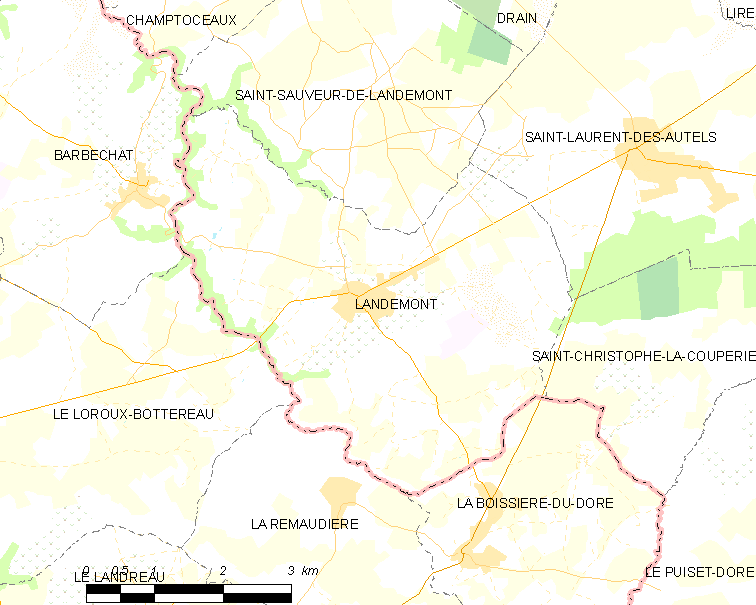
朗德蒙的OSM定位图

## 行政
朗德蒙的邮政编码为49270，INSEE市镇编码为49172。

## 政治
朗德蒙所属的省级选区为卢瓦尔河畔莫日县。

## 人口

1962-2008年间朗德蒙人口变化图示

朗德蒙于2018年1月1日时的人口数量为1820人。